# فادیی سارگسیان
فادیی داجاتی سارگسیان (ارمنی: Ֆադեյ Տաճատի Սարգսյան؛ انگلیسی: Fadey Sargsyan؛ زاده ۱۸ سپتامبر ۱۹۲۳ – درگذشته ۱۱ ژانویهٔ ۲۰۱۰) سیاست‌مدار و دانشمند اهل ارمنستان بود. از تاریخ ۱۹۷۹ تا تاریخ ۱۹۸۴ سمت نمایندگی دوره دهم شورای عالی اتحاد شوروی را برعهده داشت.

## زندگی
وی در ۱۸ سپتامبر ۱۹۲۳ در ایروان به دنیا آمد. وی از دانشگاه ملی پلی‌تکنیک ارمنستان (۱۹۴۲) و  آکادمی نظامی س.م. بودیون (۱۹۴۶) فارغ‌التحصیل گشت. وی عضو فرهنگستان ملی علوم ارمنستان بود و از سال ۱۹۹۳ تا ۲۰۰۶ ریاست آن را برعهده داشت. سارگسیان از سال ۱۹۷۷ تا ۱۹۸۹ رئیس شورای ورزای ارمنستان شوروی بود. وی نماینده دوره اول مجلس ملی جمهوری ارمنستان بوده است. سارگسیان برندهٔ جوایزی همچون جایزه دولتی اتحاد شوروی، نشان لنین، و نشان مسروپ ماشتوتس شد. وی در ۱۱ ژانویهٔ ۲۰۱۰ در سن ۸۶ سالگی در ایروان درگذشت.

## یادداشت
1. ↑  Military Academy of the Signal Corps